# La storia infinita 3
La storia infinita 3 (The NeverEnding Story III: Return to Fantasia) è un film del 1994 diretto da Peter MacDonald. È il sequel de La storia infinita 2 (1990) diretto da George Trumbull Miller.
Ispirato all'omonimo romanzo di Michael Ende, è il terzo ed ultimo film della serie. Con attori diversi rispetto ai film precedenti. La sceneggiatura tuttavia non si rifà in alcun modo alla trama del libro e si limita a riprenderne alcuni personaggi, calandoli in situazioni del tutto nuove.

## Trama
Bastian, nei corridoi della sua scuola, è inseguito da un gruppo di teppisti senza scrupoli, guidati dal perfido Slip, e per sfuggire loro si nasconde nella biblioteca. Qui incontra il bibliotecario: il signor Coreander. Bastian scorge in uno scaffale il libro della Storia Infinita, lo prende e sfogliandolo si rende conto che il libro sta continuando a raccontare la sua storia; legge infatti cosa gli è accaduto quella mattina.
Un lungo flashback mostra come si sta svolgendo la vita del ragazzo: il padre si è risposato con una divorziata che ha una figlia e ora lui e Bastian si sono trasferiti a casa della donna. È il primo giorno di scuola e Bastian ha problemi ad ambientarsi. I "Cattivi", la banda di teppisti capeggiata da Slip, lo stanno per raggiungere nella biblioteca, allora Bastian si rifugia in Fantàsia usando il libro come porta tra i due mondi.
I Cattivi trovano il libro e iniziano a leggerlo scoprendo che Bastian si è rifugiato tra le sue pagine, ma in quanto lettori della storia possono modificare gli avvenimenti in Fantàsia ed iniziano a fare danni. Bastian deve quindi tornare nel mondo degli umani per rimettere il libro al sicuro, ma a causa di un "sovraccarico di desideri" alcune creature fantasiane vengono trasportate nel mondo reale insieme a lui. Bastian dovrà allora recuperare anche i fantasiani dispersi.

## Distribuzione
È stato distribuito in Germania dalla Warner Home Video in VHS e dalla Universum Film GmbH in DVD e Blu-Ray, mentre in USA è stato distribuito dalla Warner Bros. in VHS e dalla Miramax in DVD, il Blu-Ray è inedito. In Italia è stato distribuito dalla Cecchi Gori in VHS e DVD, mentre anche qui il Blu-Ray è inedito.

## Accoglienza

### Incassi
Si è rivelato un flop anche al botteghino. Alla fine del dicembre 1994, il film ha incassato 5 milioni di dollari in Germania.

### Critica
Il film ha ricevuto recensioni negative, con particolare attenzione al fatto che, a differenza dei primi due film, la storia non sia tratta dal romanzo originale. Su Rotten Tomatoes ha un indice di gradimento del 26% in base a 3 recensioni.
Variety ha scritto: "La storia infinita con questo terzo capitolo è all'altezza del suo titolo nel peggior modo possibile, un film privo di fascino, una disperata rielaborazione del franchise che potrebbe benissimo essere sottotitolata Bastian va al liceo".